# Campeonato Paulista de Futebol Sub-20 de 2011
O Campeonato Paulista de Futebol Sub-20 de 2011 foi a quinquagésima quinta edição desta competição amadora disputada entre 13 de maio e 26 de novembro por jogadores com até 20 anos de idade. A Federação Paulista de Futebol, organizadora da competição, divulgou os grupos desta edição no mês de abril. Na ocasião, 33 equipes foram divididas em seis grupos, três deles compostos por cinco equipes e os outros três com seis equipes.
Na segunda fase, as vinte e quatro equipes classificadas foram compostas em seis grupos de quatro equipes, classificando-se para a próxima fase as duas melhores colocadas de cada grupo juntamente com os quatro melhores terceiros. A partir da terceira fase, os confrontos se tornaram eliminatórios.
O São Paulo conquistou o título ao derrotar o Mogi Mirim na final. A equipe da capital venceu a primeira partida por 3 a 1 e empatou a finalíssima por 3 a 3.

## Participantes
Em abril de 2011, a Federação Paulista de Futebol divulgou a tabela da primeira fase da competição com 33 equipes divididas em seis grupos, os participantes que compuseram os grupos estão listados abaixo:
| - América-SP - Taquaritinga - Noroeste - Grêmio Prudente - Osvaldo Cruz - Batatais - EC Lemense - Ferroviária - Mogi Mirim - Sertãozinho - Americana - Inter de Limeira - XV de Piracicaba - Guarani - Paulínia | - Atlético Sorocaba - Taboão da Serra - São Bento - Grêmio Osasco - São Paulo - Barueri - Flamengo-SP - Portuguesa - Bragantino - Red Bull Brasil - São José-SP - Corinthians - São Caetano - Santo André - Pão de Açúcar - Santos - São Bernardo - Palmeiras |

## Regulamento
O torneio foi disputado por 33 equipes em seis fases distintas. Na primeira fase, os clubes foram divididos em seis grupos, jogaram dentro dos 
grupos em turno e returno, classificando-se para a segunda fase os quatro melhores colocados de cada grupo. Na segunda fase, as 24 equipes classificadas foram divididas em seis grupos, desta vez classificando-se as duas melhores de cada e os quatro melhores terceiros colocados. A partir da terceira fase, os confrontos tornam-se eliminatórios.

### Critérios de desempates
Foram adotados os seguintes critérios de desempates na primeira fase:
- Maior número de vitórias;
- Maior saldo de gols;
- Maior número de gols marcados;
- Menor número de cartões vermelhos recebidos;
- Menor número de cartões amarelos recebidos;
- Sorteio público na sede da FPF.

A partir da segunda fase, o mando de campo na segunda partida foi da equipes de melhor campanha, em caso de empates nos confrontos eliminatórios, a equipe de melhor campanha classificou-se.

## Primeira fase
A primeira fase do torneio foi disputada pelos 33 clubes em turno e returno entre os dias 13 de maio a 20 de agosto.

### Grupo 3
a.^  O XV de Piracicaba foi punido pelo TJD e perdeu 3 pontos por infração do artigo 214.

### Grupo 4
a.^  O Taboão da Serra foi punido pelo TJD e perdeu 1 ponto por infração do artigo 214.

### Grupo 5
a.^  O São José foi punido pelo TJD e perdeu 4 pontos por infração do artigo 214.

## Segunda fase
A segunda fase do torneio foi disputada pelos 24 clubes classificados em turno e returno entre os dias 27 de agosto a 1 de outubro.

### Grupo 9
a.^  O São Caetano foi punido pelo TJD e perdeu 5 pontos por infração do artigo 214.

### Grupo 12
a.^  O Batatais foi punido pelo TJD e perdeu 5 pontos por infração do artigo 214.

b.^  O Americana foi punido pelo TJD e perdeu 6 pontos por infração do artigo 214.

## Fase final
Em itálico, os times que possuem o mando de campo no primeiro jogo do confronto, e em negrito, os times classificados.
|  | Oitavas de final  | Oitavas de final  | Oitavas de final  | Oitavas de final  |   |             | Quartas de final   | Quartas de final   | Quartas de final   | Quartas de final   |  |            | Semifinais         | Semifinais         | Semifinais         | Semifinais         |            |   | Final               | Final               | Final               | Final               |
|  | 7 a 16 de outubro | 7 a 16 de outubro | 7 a 16 de outubro | 7 a 16 de outubro |   |             | 22 e 29 de outubro | 22 e 29 de outubro | 22 e 29 de outubro | 22 e 29 de outubro |  |            | 5 e 12 de novembro | 5 e 12 de novembro | 5 e 12 de novembro | 5 e 12 de novembro |            |   | 20 e 26 de novembro | 20 e 26 de novembro | 20 e 26 de novembro | 20 e 26 de novembro |
|  |                   |                   |                   |                   |   |             |                    |                    |                    |                    |  |            |                    |                    |                    |                    |            |   |                     |                     |                     |                     |
|  | Sertãozinho       | 4                 | 1                 | 5                 |   |             |                    |                    |                    |                    |  |            |                    |                    |                    |                    |            |   |                     |                     |                     |                     |
|  | Portuguesa        | 1                 | 3                 | 4                 |   |             |                    |                    |                    |                    |  |            |                    |                    |                    |                    |            |   |                     |                     |                     |                     |
|  | Portuguesa        | 1                 | 3                 | 4                 |   | Sertãozinho | 1                  | 1                  | 2                  |                    |  |            |                    |                    |                    |                    |            |   |                     |                     |                     |                     |
|  |                   |                   |                   |                   |   | Sertãozinho | 1                  | 1                  | 2                  |                    |  |            |                    |                    |                    |                    |            |   |                     |                     |                     |                     |
|  |                   | Mogi Mirim        | 1                 | 2                 | 3 |             |                    |                    |                    |                    |  |            |                    |                    |                    |                    |            |   |                     |                     |                     |                     |
|  | Mogi Mirim (mc)   | Mogi Mirim        | 1                 | 2                 | 3 | 1           | 0                  | 1                  |                    |                    |  |            |                    |                    |                    |                    |            |   |                     |                     |                     |                     |
|  | Mogi Mirim (mc)   |                   |                   |                   |   | 1           | 0                  | 1                  |                    |                    |  |            |                    |                    |                    |                    |            |   |                     |                     |                     |                     |
|  | Grêmio Prudente   | 1                 | 0                 | 1                 |   |             |                    |                    |                    |                    |  |            |                    |                    |                    |                    |            |   |                     |                     |                     |                     |
|  | Grêmio Prudente   | 1                 | 0                 | 1                 |   |             |                    |                    |                    |                    |  | Mogi Mirim | 1                  | 2                  | 3                  |                    |            |   |                     |                     |                     |                     |
|  |                   |                   |                   |                   |   |             |                    |                    |                    |                    |  | Mogi Mirim | 1                  | 2                  | 3                  |                    |            |   |                     |                     |                     |                     |
|  |                   | Santos            | 1                 | 1                 | 2 |             |                    |                    |                    |                    |  |            |                    |                    |                    |                    |            |   |                     |                     |                     |                     |
|  | Santos (mc)       | Santos            | 1                 | 1                 | 2 | 1           | 2                  | 3                  |                    |                    |  |            |                    |                    |                    |                    |            |   |                     |                     |                     |                     |
|  | Santos (mc)       |                   |                   |                   |   | 1           | 2                  | 3                  |                    |                    |  |            |                    |                    |                    |                    |            |   |                     |                     |                     |                     |
|  | Grêmio Osasco     | 2                 | 1                 | 3                 |   |             |                    |                    |                    |                    |  |            |                    |                    |                    |                    |            |   |                     |                     |                     |                     |
|  | Grêmio Osasco     | 2                 | 1                 | 3                 |   | Santos      | 1                  | 4                  | 5                  |                    |  |            |                    |                    |                    |                    |            |   |                     |                     |                     |                     |
|  |                   |                   |                   |                   |   | Santos      | 1                  | 4                  | 5                  |                    |  |            |                    |                    |                    |                    |            |   |                     |                     |                     |                     |
|  |                   | São Bernardo      | 0                 | 2                 | 2 |             |                    |                    |                    |                    |  |            |                    |                    |                    |                    |            |   |                     |                     |                     |                     |
|  | São Bernardo      | São Bernardo      | 0                 | 2                 | 2 | 2           | 5                  | 7                  |                    |                    |  |            |                    |                    |                    |                    |            |   |                     |                     |                     |                     |
|  | São Bernardo      |                   |                   |                   |   | 2           | 5                  | 7                  |                    |                    |  |            |                    |                    |                    |                    |            |   |                     |                     |                     |                     |
|  | Ferroviária       | 1                 | 2                 | 3                 |   |             |                    |                    |                    |                    |  |            |                    |                    |                    |                    |            |   |                     |                     |                     |                     |
|  | Ferroviária       | 1                 | 2                 | 3                 |   |             |                    |                    |                    |                    |  |            |                    |                    |                    |                    | Mogi Mirim | 1 | 3                   | 4                   |                     |                     |
|  |                   |                   |                   |                   |   |             |                    |                    |                    |                    |  |            |                    |                    |                    |                    |            | 1 | 3                   | 4                   |                     |                     |
|  |                   | São Paulo         | 3                 | 3                 | 6 |             |                    |                    |                    |                    |  |            |                    |                    |                    |                    |            |   |                     |                     |                     |                     |
|  | Corinthians       | São Paulo         | 3                 | 3                 | 6 | 3           | 1                  | 4                  |                    |                    |  |            |                    |                    |                    |                    |            |   |                     |                     |                     |                     |
|  | Corinthians       |                   |                   |                   |   | 3           | 1                  | 4                  |                    |                    |  |            |                    |                    |                    |                    |            |   |                     |                     |                     |                     |
|  | Guarani           | 2                 | 1                 | 3                 |   |             |                    |                    |                    |                    |  |            |                    |                    |                    |                    |            |   |                     |                     |                     |                     |
|  | Guarani           | 2                 | 1                 | 3                 |   | Corinthians | 1                  | 1                  | 2                  |                    |  |            |                    |                    |                    |                    |            |   |                     |                     |                     |                     |
|  |                   |                   |                   |                   |   | Corinthians | 1                  | 1                  | 2                  |                    |  |            |                    |                    |                    |                    |            |   |                     |                     |                     |                     |
|  |                   | São Paulo (mc)    | 1                 | 1                 | 2 |             |                    |                    |                    |                    |  |            |                    |                    |                    |                    |            |   |                     |                     |                     |                     |
|  | São Paulo (mc)    | São Paulo (mc)    | 1                 | 1                 | 2 | 1           | 1                  | 2                  |                    |                    |  |            |                    |                    |                    |                    |            |   |                     |                     |                     |                     |
|  | São Paulo (mc)    |                   |                   |                   |   | 1           | 1                  | 2                  |                    |                    |  |            |                    |                    |                    |                    |            |   |                     |                     |                     |                     |
|  | Flamengo-SP       | 0                 | 2                 | 2                 |   |             |                    |                    |                    |                    |  |            |                    |                    |                    |                    |            |   |                     |                     |                     |                     |
|  | Flamengo-SP       | 0                 | 2                 | 2                 |   |             |                    |                    |                    |                    |  | São Paulo  | 0                  | 1                  | 1                  |                    |            |   |                     |                     |                     |                     |
|  |                   |                   |                   |                   |   |             |                    |                    |                    |                    |  | São Paulo  | 0                  | 1                  | 1                  |                    |            |   |                     |                     |                     |                     |
|  |                   | Paulínia          | 0                 | 0                 | 0 |             |                    |                    |                    |                    |  |            |                    |                    |                    |                    |            |   |                     |                     |                     |                     |
|  | Noroeste          | Paulínia          | 0                 | 0                 | 0 | 0           | 3                  | 3                  |                    |                    |  |            |                    |                    |                    |                    |            |   |                     |                     |                     |                     |
|  | Noroeste          |                   |                   |                   |   | 0           | 3                  | 3                  |                    |                    |  |            |                    |                    |                    |                    |            |   |                     |                     |                     |                     |
|  | Inter de Limeira  | 0                 | 0                 | 0                 |   |             |                    |                    |                    |                    |  |            |                    |                    |                    |                    |            |   |                     |                     |                     |                     |
|  | Inter de Limeira  | 0                 | 0                 | 0                 |   | Noroeste    | 0                  | 1                  | 1                  |                    |  |            |                    |                    |                    |                    |            |   |                     |                     |                     |                     |
|  |                   |                   |                   |                   |   | Noroeste    | 0                  | 1                  | 1                  |                    |  |            |                    |                    |                    |                    |            |   |                     |                     |                     |                     |
|  |                   | Paulínia          | 2                 | 2                 | 4 |             |                    |                    |                    |                    |  |            |                    |                    |                    |                    |            |   |                     |                     |                     |                     |
|  | Paulínia          | Paulínia          | 2                 | 2                 | 4 | 2           | 0                  | 2                  |                    |                    |  |            |                    |                    |                    |                    |            |   |                     |                     |                     |                     |
|  | Paulínia          |                   |                   |                   |   | 2           | 0                  | 2                  |                    |                    |  |            |                    |                    |                    |                    |            |   |                     |                     |                     |                     |
|  | Palmeiras         | 1                 | 0                 | 1                 |   |             |                    |                    |                    |                    |  |            |                    |                    |                    |                    |            |   |                     |                     |                     |                     |

### Oitavas de final
Sertãozinho x Portuguesa
| 8 de outubro | Sertãozinho                             | 4 – 1     | Portuguesa | Frederico Dalmaso, Sertãozinho |
| 15:00        | Edson 1' · Felipe 62', 89' · Robson 74' | Relatório | Diego 43'  | Árbitro: Cleverson Inácio      |

| 15 de outubro | Portuguesa                       | 3 – 1     | Sertãozinho | CT Portuguesa, São Paulo         |
| 15:00         | Yago 3' · Igor 18' · Eduardo 72' | Relatório | Wilian 54'  | Árbitro: Guilherme Lino Porfirio |

Mogi Mirim x Grêmio Prudente
| 7 de outubro | Grêmio Prudente | 1 – 1     | Mogi Mirim      | Campo do Jardim Califórnia, Barueri |
| 15:00        | Paulinho 74'    | Relatório | Jairo 72' (pen) | Árbitro: Wander Escardine           |

| 15 de outubro | Mogi Mirim | 0 – 0     | Grêmio Prudente | Romildo Vitor Gomes Ferreira, Mogi Mirim |
| 15:00         |            | Relatório |                 | Árbitro: Leonardo Vinícius Pereira       |

Santos x Grêmio Osasco
| 8 de outubro | Grêmio Osasco          | 2 – 1     | Santos       | Cidade de Deus Bradesco, Osasco       |
| 21:00        | Pedro 28' · Tailon 51' | Relatório | Geuvânio 20' | Árbitro: Rodrigo Gomes Paes Domingues |

| 13 de outubro | Santos                      | 2 – 1     | Grêmio Osasco   | Urbano Caldeira, Santos |
| 15:00         | Jubal 65' · Tiago Alves 68' | Relatório | Guilherme 90+2' | Árbitro: Eduardo Dul    |

São Bernardo x Ferroviária
| 8 de outubro | Ferroviária | 1 – 2     | São Bernardo            | Arena da Fonte Luminosa, Araraquara |
| 10:00        | Elton 11'   | Relatório | Caio 17' · Henrique 19' | Árbitro: Eleandro Pedro da Silva    |

| 15 de outubro | São Bernardo                                           | 5 – 2     | Ferroviária                        | Giglio Portugal Pichinin, São Bernardo do Campo |
| 10:00         | Kaique 16' · Caio 35' · Henrique 56', 79' · Caique 71' | Relatório | Michel Motta 68' · Edson 72' (pen) | Árbitro: Salim Fende Chavez                     |

Corinthians x Guarani
| 7 de outubro | Guarani                               | 2 – 3     | Corinthians                             | EM Jaguariúna, Jaguariúna |
| 15:00        | Léo Cittadini 36' (pen) · Rodolfo 80' | Relatório | Paulinho 34' · Ayrton 58' · Douglas 81' | Árbitro: Jorge Torres     |

| 15 de outubro | Corinthians  | 1 – 1     | Guarani          | Antônio Soares de Oliveira, Guarulhos |
| 15:00         | Paulinho 63' | Relatório | Bruno Mendes 26' | Árbitro: Alex Lopes Loula             |

São Paulo x Flamengo de Guarulhos
| 8 de outubro | Flamengo-SP | 0 – 1     | São Paulo             | Antônio Soares de Oliveira, Guarulhos |
| 15:00        |             | Relatório | Guilherme Correia 80' | Árbitro: Adriano de Assis Miranda     |

| 15 de outubro | São Paulo            | 1 – 2     | Flamengo-SP               | CT Laudo Natel, Cotia                |
| 15:00         | Bruno Cantanhede 26' | Relatório | Igor 27' · Marcelinho 84' | Árbitro: José Devison Gomes da Silva |

Noroeste x Inter de Limeira
| 8 de outubro | Inter de Limeira | 0 – 0     | Noroeste | Major José Levy Sobrinho, Limeira |
| 15:00        |                  | Relatório |          | Árbitro: Marcos Alves da Silva    |

| 16 de outubro | Noroeste                                   | 3 – 0     | Inter de Limeira | Alfredo de Castilho, Bauru         |
| 16:00         | José 7' · Ruggieri 31' · Thiago Câmara 81' | Relatório |                  | Árbitro: Giuliano Dutra Pellegrini |

Paulínia x Palmeiras
| 8 de outubro | Palmeiras       | 1 – 2     | Paulínia                | Carlos Ferracini, Caieiras    |
| 15:00        | Jean Carlos 15' | Relatório | Grippi 5' · Clayton 26' | Árbitro: Gilmar Pedroso Rocha |

| 15 de outubro | Paulínia | 0 – 0     | Palmeiras | Luís Perissinotto, Paulínia |
| 15:00         |          | Relatório |           | Árbitro: José Paulo Canale  |

### Quartas de final
Sertãozinho x Mogi Mirim
| 22 de outubro | Sertãozinho      | 1 – 1     | Mogi Mirim | Frederico Dalmaso, Sertãozinho |
| 16:00         | Junio Inácio 12' | Relatório | Roni 58'   | Árbitro: Roberto Pinelli       |

| 29 de outubro | Mogi Mirim                           | 2 – 1     | Sertãozinho | Romildo Vitor Gomes Ferreira, Mogi Mirim     |
| 16:00         | Marco Antonio 37' · Marcos Paulo 64' | Relatório | Lucas 70'   | Árbitro: Norberto Luciano Santos da Silveira |

Santos x São Bernardo
| 22 de outubro | Santos              | 1 – 0     | São Bernardo | CT Rei Pelé, Santos             |
| 16:00         | Marcos Vinícius 77' | Relatório |              | Árbitro: Roney Prado Bustamante |

| 29 de outubro | São Bernardo            | 2 – 4     | Santos                                                 | Giglio Portugal Pichinin, São Bernardo do Campo |
| 10:00         | Caio 41' · Henrique 43' | Relatório | Marcos Vinícius 5', 49' · Tiago Alves 32' · Wesley 57' | Árbitro: Renato Aparecido Fazanaro Canadinho    |

Corinthians x São Paulo
| 22 de outubro | Corinthians  | 1 – 1     | São Paulo        | Antônio Soares de Oliveira, Guarulhos |
| 16:00         | Anderson 44' | Relatório | Patrick Cruz 25' | Árbitro: Thiago Luis Scarascati       |

| 29 de outubro | São Paulo | 1 – 1     | Corinthians | CT Laudo Natel, Cotia          |
| 16:00         | Dener 28' | Relatório | Douglas 9'  | Árbitro: Weligton Rosa Pereira |

Noroeste x Paulínia
| 22 de outubro | Paulínia                 | 2 – 0     | Noroeste | Luís Perissinotto, Paulínia |
| 16:00         | Grippi 59' · Conrado 62' | Relatório |          | Árbitro: Ageu Lima da Cunha |

| 29 de outubro | Noroeste   | 1 – 2     | Paulínia                               | Alfredo de Castilho, Bauru       |
| 16:00         | Mizael 34' | Relatório | Luiz Gustavo 39' (pen) · Joãozinho 69' | Árbitro: Paulo Sérgio dos Santos |

### Semifinais
Mogi Mirim x Santos
| 5 de novembro | Santos               | 1 – 1     | Mogi Mirim       | CT Rei Pelé, Santos     |
| 16:00         | Gustavo Henrique 87' | Relatório | Everton Sena 82' | Árbitro: Marcelo Duarte |

| 12 de novembro | Mogi Mirim           | 2 – 1     | Santos               | Romildo Vitor Gomes Ferreira, Mogi Mirim |
| 10:00          | Roni 36' · Lucas 54' | Relatório | Gustavo Henrique 21' | Árbitro: Flávio Rodrigues de Souza       |

São Paulo x Paulínia
| 5 de novembro | São Paulo | 0 – 0     | Paulínia | CT Laudo Natel, Cotia                |
| 16:00         |           | Relatório |          | Árbitro: Luciano Monteiro dos Santos |

| 12 de novembro | Paulínia | 0 – 1     | São Paulo   | Luís Perissinotto, Paulínia       |
| 16:00          |          | Relatório | Alfredo 62' | Árbitro: Adriano de Assis Miranda |

### Final
| 20 de novembro | São Paulo                                | 3 – 1     | Mogi Mirim | CT Laudo Natel, Cotia           |
| 10:00          | Marcel 3' · Lucas Mendes 28' · Régis 36' | Relatório | Jairo 49'  | Árbitro: Camilo Morais Zarpelão |

| 26 de novembro | Mogi Mirim                                    | 3 – 3     | São Paulo                          | Romildo Vitor Gomes Ferreira, Mogi Mirim |
| 19:00          | Jorge Elias 3' · Roni 27' · Gustavo 70' (pen) | Relatório | Alfredo 85', 90+3' · Ademilson 90' | Árbitro: Fábio de Jesus Volpato Mendes   |

## Premiação
| Campeonato Paulista de Futebol Sub-20 de 2011 |
| --------------------------------------------- |
| São Paulo Campeão (6.º título)                |